# Nikołajewska Akademia Sztabu Generalnego
Nikołajewska Akademia Sztabu Generalnego, w literaturze także Mikołajewska Akademia Sztabu Generalnego (ros. Николаевская академия Генерального штаба) – jedna z renomowanych uczelni wojskowych dla starszych oficerów Armii Imperium Rosyjskiego, założona w Sankt Petersburgu przez Mikołaja I, kształcąca oficerów dyplomowanych. W 1909 przekształcona w Imperatorską Nikołajewską Akademię Wojskową. Do jej tradycji nawiązuje powstała w 1936 Wojskowa Akademia Sztabu Generalnego Sił Zbrojnych Federacji Rosyjskiej.

## Utworzenie Akademii

### Pomysł
Konieczność powstania w Rosji ośrodka naukowego i szkoleniowego – akademii wojskowej – została po raz pierwszy dostrzeżona około roku 1750 przez generała feldmarszałka Piotra Szuwałowa, jednakże jego postulaty w tej dziedzinie nie zostały zrealizowane. Dopiero po zakończeniu kampanii napoleońskich w 1812 i zwycięstw armii rosyjskiej w latach 1813–1814 problematyka ta zaczęła powracać.
Tworzenie nowych formacji wojskowych – dywizji i korpusów, obejmujących swymi strukturami wszystkie rodzaje wojsk i zdolne do samodzielnej realizacji różnorodnych zadań taktycznych, przyniosło konieczność rozbudowania aparatu sztabowego. Stało się jasne, że rola służb sztabowych – zarówno w czasie pokoju (szkolenie, planowanie) jak i działań wojennych – jest coraz bardziej znacząca i wymaga specjalnie przygotowanych kadr oficerskich.

### Opracowanie rozwiązania
W 1830 roku pozostający na służbie carskiej teoretyk wojskowy i historyk Antoine-Henri Jomini opracował koncepcję i projekt organizacyjny odpowiadającej potrzebom sztabów ośrodka szkoleniowo-badawczego – projekt rozporządzenia o akademii wojskowej oraz raport, który skierował do cara Mikołaja I.
Według statutu akademii miała ona powstać w Petersburgu przy sztabie głównym, celem przygotowania oficerów do służby sztabowej oraz „rozpowszechniania wiedzy wojskowej”.

### Otwarcie
Uroczyste otwarcie Imperatorskiej Akademii Wojskowej w 1832 roku nastąpiło w dniu Świętego Jerzego Zwycięzcy – 26 listopada (8 grudnia), a dzień ten stał się następnie dniem święta uczelni. Ceremonia, z udziałem cara, następcy tronu, dużych grup wyższych urzędników wojskowych i cywilnych z Rosji i spoza jej granic przyjęła formę ważnego aktu stanu.

## Nazwa uczelni
- oficjalna nazwa w momencie powstania w 1832 Imperatorska Akademia Wojskowa (ros. Императорская военная академия),
- od 1855 Nikołajewska Akademia Sztabu Generalnego (ros. Николаевская академия Генерального штаба, na cześć cara Mikołaja I).

## Komendanci Akademii
źródło: 
- Iwan Suchozanet (ros. Иван Онуфриевич Сухозанет) – pierwszy komendant Akademii Sztabu Generalnego (styczeń 1832 – luty 1854), generał artylerii;
- Gustaw Stiefan (ros. Густав Фёдорович Стефан) (luty 1854 – listopad 1858), generał porucznik;
- Aleksandr Baumgarten (ros. Александр Карлович Баумгартен) (listopad 1858 – listopad 1862), generał piechoty;
- Aleksandr Leontiew (ros. Алекса́ндр Никола́евич Лео́нтьев) (listopad 1862 – marzec 1878), generał porucznik;
- Michaił Dragomirow (ros. Михаи́л Ива́нович Драгоми́ров) (kwiecień 1878 – sierpień 1889), generał piechoty;
- Genrich Leer (ros. Генрих Антонович Леер) (sierpień 1889 – sierpień 1898), generał piechoty;
- Nikołaj Suchotin (ros. Никола́й Никола́евич Сухо́тин) (sierpień 1898 – kwiecień 1901), generał kawalerii;
- Władimir Głazow (ros. Владимир Гаврилович Глазов) (lipiec 1901 – kwiecień 1904), generał piechoty;
- Nikołaj Michniewicz (ros. Николай Петрович Михневич) (kwiecień 1904 – styczeń 1907), generał piechoty;
- Dmitrij Szczerbaczow (ros. Дмитрий Григорьевич Щербачёв) (styczeń 1907 – grudzień 1912), generał piechoty[4] .